# Стефанија (песма)
„Стефанија“ (укр. Стефанія) је песма украјинске фолк-рап групе Калуш Оркестра из 2022. коју су заједно написали сви чланови групе са Иваном Клименком. Објављена је преко Sony Music-а. Песма је представљала Украјину на такмичењу за Песму Евровизије 2022. у Торину, Италија, на којем је победила.
„Стефанија” је описана као алтернативна хип хоп и народна песма. То је трећа песма отпевана у потпуности на украјинском језику која представља Украјину на Евровизији, али друга која се такмичи на такмичењу након отказивања Евровизије 2020. Песма је победила на такмичењу са 631 поеном, поставши прва реп песма и прва песма која је у потпуности отпевана на украјинском језику која је победила. „Стефаниjа” је била на топ листама на двадесет два музичка тржишта, на врху топ-листа у Украјини и Литванији, док је такође доспела до првих десет у Финској, Хрватској, Исланду, Мађарској и Шведској.

## Позадина и композиција
„Стефанија” је описана као ода мајци, при чему наратор говори о лепим успоменама на мајку. Песма у почетку говори о томе колико је његова мајка остарила, позивајући се на носталгичну прошлост. Песма се касније бави недаћама мајке, при чему наратор схвата колико је мајка учинила за њега. „Успаванка“, на крају сваког реп стиха, враћа наратора у време када се његова мајка бринула о њему. Песма је посвећена мајци фронтмена Олеха Псиука, која се такође зове Стефанија. Два дана након што је Калушки оркестар изабран да представља Украјину на Евровизији, Русија је покренула пуну инвазију на Украјину, а „Стефанија“ је касније постала популарна ратна музика на друштвеним мрежама.
У песми су представљена два традиционална украјинска дувачка инструмента: сопилка и теленка.

## Спот
10. марта 2022. године, снимак извођења песме из Vidbir 2022 објављено је на Јутјуб каналу Евровизије. Музички спот за песму, који је режирао Макс Ксјонда, објављен је 15. маја, убрзо након што је песма освојила Евровизију. Видео је снимљен у априлу у градовима Буча, Ирпин, Борођанка и Хостомел, који су сви нападнути током руске инвазије на Украјину. Видео приказује војнике у разореним градовима како одводе бројну децу из запаљених и бомбардованих зграда и враћају их мајкама.

## Промоција
Након победе на Песми Евровизије, Калушки оркестар је својим концертима, добротворним скуповима и аукцијама прикупио 54 милиона гривни за подршку Украјини. У овај износ нису укључена средства од заједничких концерата са другим уметницима. Група је потом кренула на промотивну турнеју широм Европе и Северне Америке како би прикупила донације за подршку Украјини.
У августу 2022. године Калушки оркестар је наступио у италијанском граду Монополију на фестивалу Мадона дела Мадија, уз учешће деце украјинских мигранта, која су на сцени плесала и певала „Стефанију“. Уочи Дана независности Украјине, 23. августа, оркестар Калуша најавио је 24-часовно прикупљање средстава од 24 гривне за рехабилитацију украјинских војника у Мариупољу.